# Кери Чапман Кет
Кери Чапман Кет (на английски: Carrie Chapman Catt) е сред водещите жени в движението за равни права в САЩ, защитник на правата на жените и сред основоположниците на феминисткото движение по света.

## Биография
Родена е в щата Уисконсин, САЩ на 9 януари 1859 г. Неуморен защитник на правата на жените и мира.
Учи в университета и е единствена жена в курса си, както и единствена жена, записала докторантура в своя университет (1880).
Кери Чапман Кет е президент на Американската национална асоциация за равни права на жените и играе основополагаща роля в кампанията, довела до въвеждането на правото на жените да гласуват в САЩ през 1920 година. Тя е съосновател на Лига на жените-гласоподаватели и Международния Алианс на жените (1902) – обединение на жени от 32 държави и е неин президент от 1904 до 1923 година.
Едновременно с борбата за равни права на жените Кери Чапман Кет е и силен борец против войната и сред основателите на Национален комитет срещу войната.
Умира в дома си в Ню Рошил на 9 март 1947 г.